# Eusebio Jáuregui
Eusebio Jáuregui är en ort i Mexiko.   Den ligger i kommunen Cuautla och delstaten Morelos, i den sydöstra delen av landet, 70 km söder om huvudstaden Mexico City. Eusebio Jáuregui ligger 1 323 meter över havet och antalet invånare är 278.
Terrängen runt Eusebio Jáuregui är varierad. Runt Eusebio Jáuregui är det ganska tätbefolkat, med 222 invånare per kvadratkilometer. Närmaste större samhälle är Cuautla Morelos, 3,7 km sydost om Eusebio Jáuregui. Omgivningarna runt Eusebio Jáuregui är en mosaik av jordbruksmark och naturlig växtlighet.